# Amanda Palmer
Amanda MacKinnon Gaiman Palmer („Amanda Fucking Palmer”) (New York. 1976. április 30.–) amerikai előadóművész; énekel, zongorázik, szöveget ír. Mint a The Dresden Dolls kétszemélyes punkkabaré együttes alapítója és egyik tagja vált ismertté. Később az Evelyn Evelyn duó (2007), majd az Amanda Palmer and the Grand Theft Orchestra énekeseként és dalszerzőjeként aratott sikereket.

## Élete

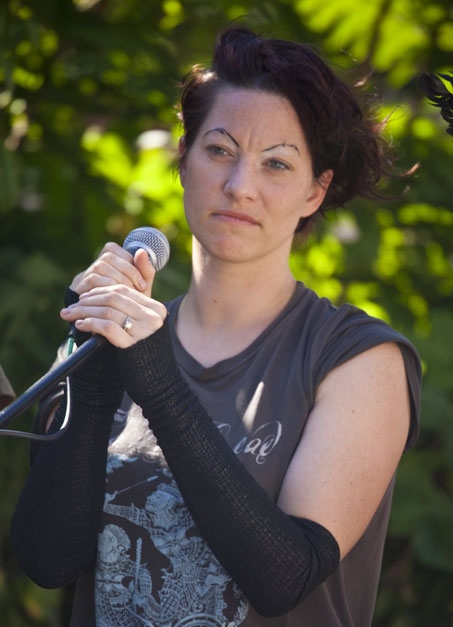
St. Kilda, Ausztrália; 2011

Nem átallott menyasszonynak öltözve szoborként pénzt kérni a járókelőtől. De volt a lépcsőn hagyott véres hulla és ruletthercegnő is. Aztán nem félt támogatást kérni a közönségétől. Videón fordult rajongóihoz támogatásért, akikkel összehozták a világ legsikeresebb zenei kampányát.
Lemezei akár ingyen is letölthetők, a közönségre bizza, ha fizetnek. Szégyentelenül kér és elfogad.

## Internetes tevékenysége
…eldöntöttem, hogy egyszerűen ingyen fogom a zenémet adni interneten keresztül, ahol csak lehet. …itt Amanda Palmer, és támogatni fogom a torrentezést, a letöltést, a megosztást, de segítséget fogok kérni, mert láttam, hogy az utcán működik. Szóval kiharcoltam a kiutamat a kiadómtól és a következő projektemre az új bandámmal, a Grand Theft Orchestra-val a tömegfinanszírozáshoz fordultam, és belezuhantam a több ezernyi kapcsolatba, kértem a tömegtől, hogy kapjanak el. A cél 100.000 dollár volt. A rajongóim 1.2 millióval fedeztek, ami akkor a legnagyobb tömegfinanszírozó projekt volt.

### Evelyn Evelyn

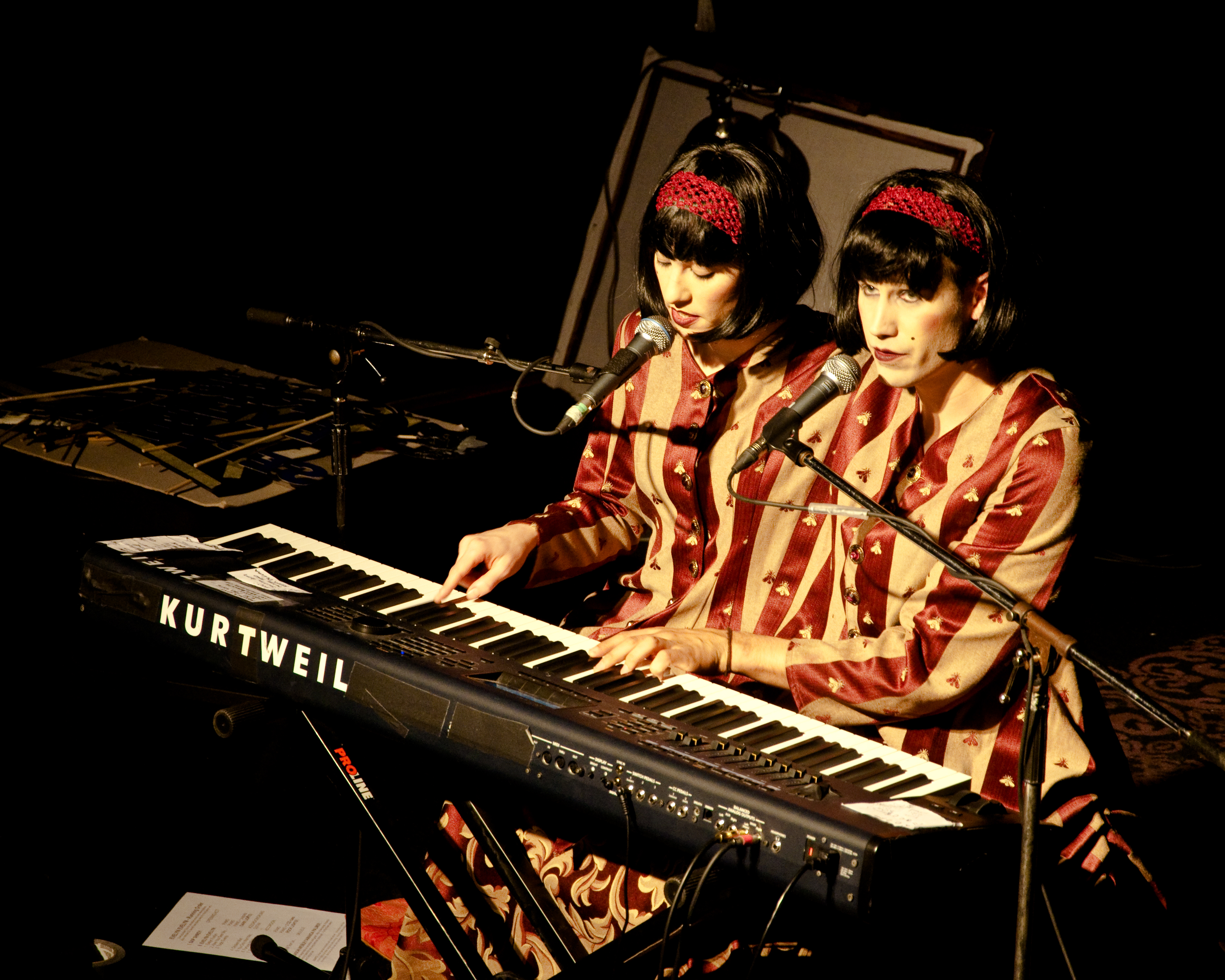
Evelyn Evelyn

2007 szeptemberében Jason Webley–vel hozta Palmer létre az Evelyn Evelyn fekete humorú együttest és 2010–ben kiadtak egy lemezt, valamint az anyagával több országban is turnéztak.

## A Daily Mail affér
2013–ban Amanda Palmer a Glastonbury fesztiválon lépett fel, amiről bár a The Daily Mail nevű bulvárlap beszámolt, de csak az énekesnőnek az előadás közben véletlenül előbukkanó melléről – a zenéjéről egy szót sem írtak. Mire Amanda Palmer egy gúnyos szövegű számot írt Dear Daily Mail címmel, amelyet egy londoni koncerten előadott. A dalszöveg ironikusan emlékezik meg az incidensről és nevetségessé teszi a bulvársajtónak a női testhez való viszonyát. A szám közepén a művésznő ledobta a ruháját, és anyaszült meztelenül folytatta, továbbá arra biztatta a közönséget, hogy az erről készült videót töltsék fel a YouTube–ra. Megtették.
A videó a YouTube–on többnyire elérhető →
- Dear Daily Mail

## Diszkográfia
- 2012: Theatre is Evil
- 2011: Amanda Palmer Goes Down Under
- 2010: Amanda Palmer Performs the Popular Hits of Radiohead on Her Magical Ukulele
- 2011: Nighty Night (mit Ben Folds, Neil Gaiman, Damian Kulash)
- 2010: Evelyn Evelyn (közrem.: Jason Webley)
- 2008: Who Killed Amanda Palmer
- 2007: Elephant Elephant, Have You Seen My Sister Evelyn? (Jason Webley, Evelyn Evelyn)
- 2007: Stuck with You
- 2006: The Lovers
- 2006: Life, Eight Days of Hell und Witch’s Web
- 2006: Warsaw Is Khelm
- 2005: Circus Freak Love Triangle
- 2003: Trudy
- 2008: Who Killed Amanda Palmer
- 2011: Amanda Palmer Goes
- 2012: Theatre Is Evil
- 2016: You Got Me Singing
- 2017: I Can Spin a Rainbow
- 2018: Judy Blume
- 2019: Voicemail For Jill
- 2020: Amanda Palmer & Friends: Forty-Five Degrees
- 2022: Amanda Palmer, and...

- 2023: The Last Day of our Acquaintance
- 2024: New Zeelend Survival − Songs

### Kislemezek
- Leeds United (2008)
- Oasis (2009)
- Do You Swear to Tell the Truth the Whole Truth and Nothing but the Truth So Help Your Black Ass (2010)
- Idioteque (2010)
- Map of Tasmania (2010)
- Polly (2011)
- Do It With a Rockstar (2012)
- Institutionalized (2012)
- Bigger On The Inside (2015)
- The Things About Things (2015)
- All I Could Do (2015)
- So Much Wine (2015)
- A Mother's Confession (2016)
- Machete (2016)
- 1952 Vincent Black Lightning (2016)

## Díjak
- 2012: Artist & Manager Awards – Pioneer Award
- 2012: Twitter Feed @amandapalmer in the Boston Phoenix's Best 2012
- 2011: Actress in a local production: Cabaret – Boston's Best, Improper Bostonian
- 2010: Artist of the Year – Boston Music Awards
- 2010: Cover of "Fake Plastic Trees" (Radiohead) named 13th of Paste magazine's 20 Best Cover Songs of 2010
- 2009: No. 100 on After Ellen's Hot 100 of 2009
- 2008: No. 6 on the Best Solo artist list in The Guardian's Readers' Poll of 2008
- 2007: No. 6 on Spinner.com's "Women Who Rock Right Now"
- 2006: The Boston Globe named her the most stylish woman in Boston
- 2006: Listed in Blender magazine's hottest women of rock
- 2005: Best Female Vocalist in the WFNX/Boston Phoenix Best Music Poll

## Magyarul megjelent művei
- A kérés művészete. Hogyan tanuljunk meg segítséget kérni és elfogadni; ford. Garamvölgyi Andrea; HVG Könyvek, Bp., 2015